# Polskie Sieci Elektroenergetyczne
Polskie Sieci Elektroenergetyczne (PSE) (deutsch: Polnische Elektroenergetische Netze) ist ein polnischer Übertragungsnetzbetreiber mit Unternehmenssitz in Konstancin-Jeziorna.

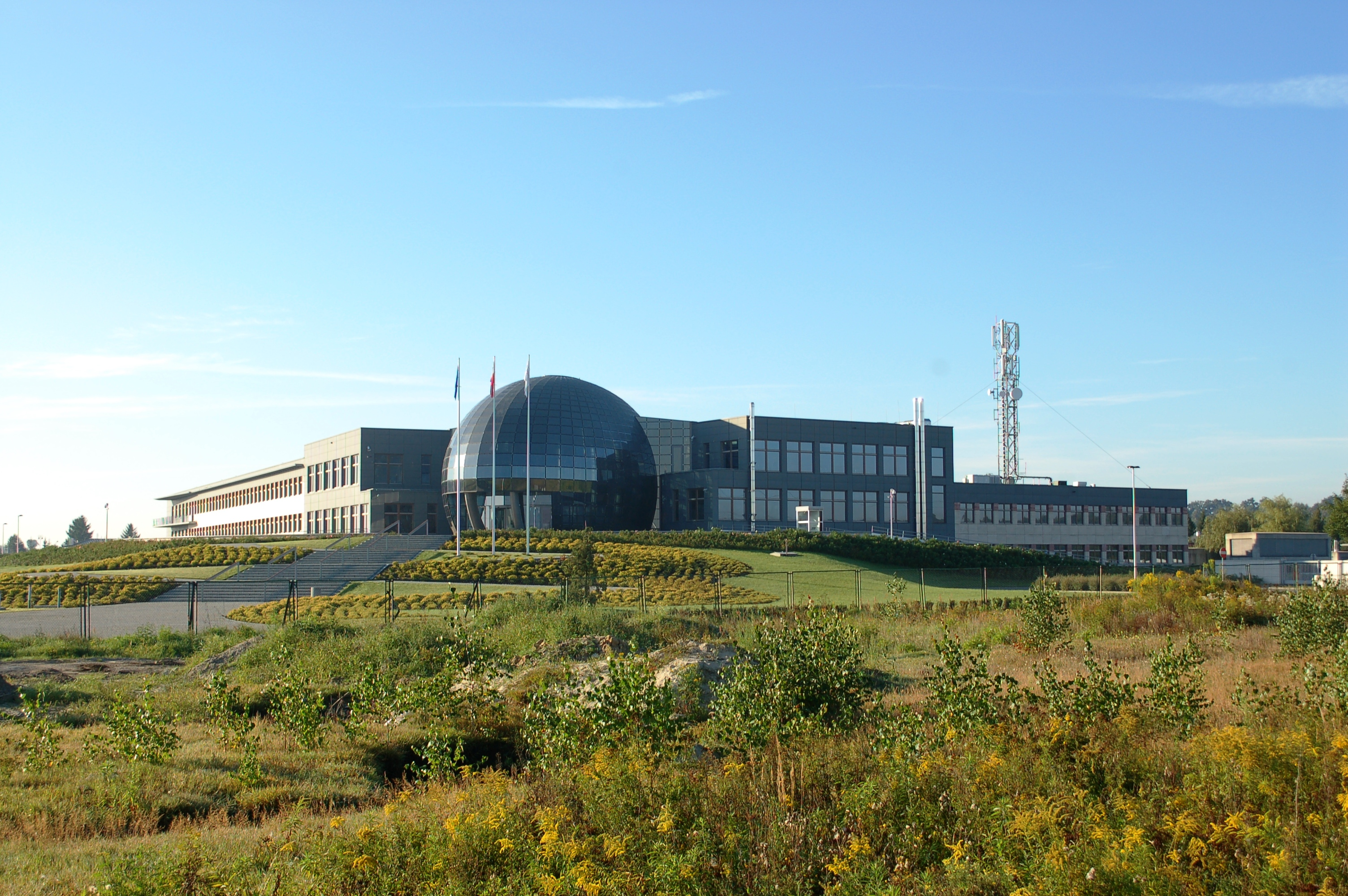
Zentrale Warschau-Konstancin der Polskie Sieci Elektroenergetyczne Operator S.A. (2011)

Das von PSE betriebene Netz umfasst eine Gesamtleitungslänge von 14.822 km.

## Aktionariat
Alleiniger Eigentümer des Unternehmens ist der polnische Staat.
Die Rolle der Hauptversammlung wird vom Wirtschaftsminister übernommen.

## Konzernstruktur
Das Unternehmen hält Beteiligungen an folgenden Tochtergesellschaften:
| Gesellschaft                        | Tätigkeitsfeld | Beteiligung |
| ----------------------------------- | --- | ----------- |
| PSE Inwestycje S.A.                 | dzt. keine Geschäftstätigkeit (zuvor Investitionsberatung und Investitionsvorbereitung für die Unternehmensgruppe)                                        | 100 %       |
| PSE Innowacje sp. z o.o.            | IT- und Technologiedienstleistungen für die Unternehmensgruppe                                                                                            | 100 %       |
| Litpol Link sp. z o.o. w likwidacji | Zweckgesellschafts-Joint Venture mit Litgrid zur Zusammenschaltung der litauischen und polnischen Übertragungsnetze auf der 400-kV-Ebene (in Liquidation) | 50 %        |
| Joint Allocation Office S.A.        | Auktionsplattform zur Versteigerung von Übertragungsnetzkapazitäten (Joint Venture 25 mittel- und westeuropäischer Übertragungsnetzbetreiber)             | 4 %         |
| TSCNET Services GmbH                | Koordination zwischen mehreren europäischen Übertragungsnetzbetreibern                                                                                    | 6,7 %       |

Bis zum Jahr 2007 gehörte auch die PGE zum PSE-Konzern, ist seit der Abspaltung der Energieerzeugung und des Energiehandels vom Übertragungsnetzbetrieb jedoch ein eigenständiges Unternehmen.